# Hamiltonius floresensis
Hamiltonius floresensis es una especie de coleóptero de la familia Attelabidae.

## Distribución geográfica
Habita en la Isla de Flores (Indonesia).